# 弗里蒙特 (愛荷華州)
弗里蒙特（英語：Fremont）是一個位於美國愛荷華州馬哈斯卡縣的城市。

## 地理
弗里蒙特的座標為41°12′44″N 92°26′06″W / 41.21222°N 92.43500°W，而該地的平均海拔高度為255米（即837英尺）。

## 人口
根據2010年美國人口普查的數據，弗里蒙特的面積為2.67平方千米，當中陸地面積為2.67平方千米，而水域面積為0.00平方千米。當地共有人口743人，而人口密度為每平方千米278人。